# Roger Partrat
Roger Louis Marcel Partrat (ur. 9 kwietnia 1935 w Saint-Étienne, zm. 10 sierpnia 1988 w Paryżu) – francuski polityk, deputowany Zgromadzenia Narodowego, od 1987 do 1988 poseł do Parlamentu Europejskiego II kadencji.

## Życiorys
Działał w Centrum Demokratów Społecznych, które następnie współtworzyło Unię na rzecz Demokracji Francuskiej. W kadencji 1973–1978 był członkiem Zgromadzenia Narodowego. W kwietniu 1987 został posłem do Parlamentu Europejskiego, zastąpił Jeana-François Mancela. Przystąpił do Europejskiej Partii Ludowej, należał m.in. do Komisji ds. Gospodarczych i Walutowych oraz Polityki Przemysłowej. Zmarł w trakcie kadencji.